# Hillegersberg-Schiebroek

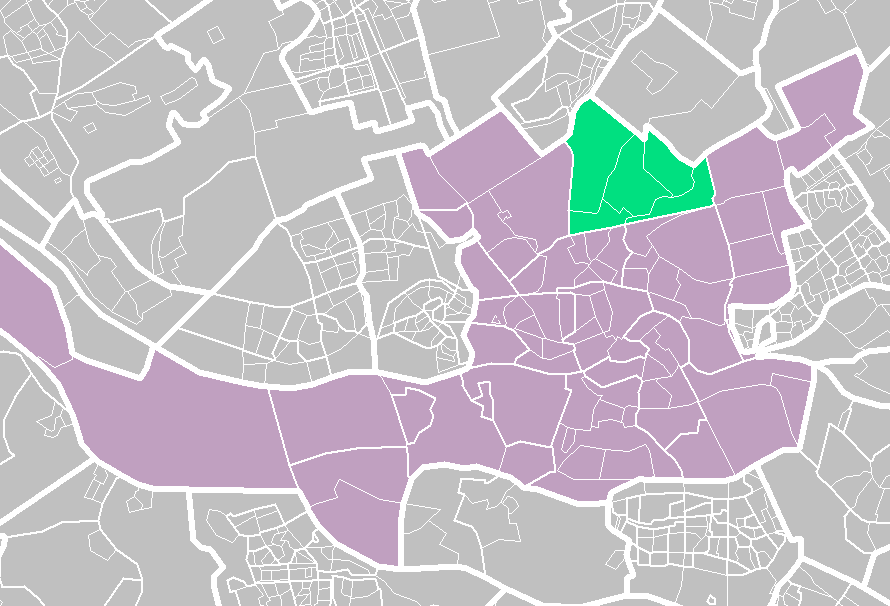
Hillegersberg-Schiebroeks läge i kommunen.

Hillegersberg-Schiebroek är en av Rotterdams fjorton kommundelar (bestuurscommissiegebieden, till 2014 deelgemeenten) och hade år 2004 40 619 invånare.